# Omari Sterling-James
Omari Shaquil Jabari Sterling-James (* 15. September 1993 in Birmingham) ist ein englischer Fußballspieler, der auch die Staatsbürgerschaft von St. Kitts und Nevis besitzt.

## Karriere

### Verein
Er begann seine Karriere in der Jugend von Birmingham City. Zur Saison 2012/13 wechselte er zum FC Alvechurch. Zur nächsten Spielzeit zog es ihn zu Redditch United. Einen sportlichen Aufstieg schaffte er zur Saison 2014/15, in der er für Cheltenham Town in der League Two aktiv war. Er kam in der ersten Hälfte der Spielzeit regelmäßig zu Einsätzen, diese Zahl sank jedoch in der Rückrunde erheblich. Zur Saison 2015/16 wurde er für ein halbes Jahr an Oxford City verliehen. Die Rückrunde bestritt er bei Gloucester City. Er kam abseits seiner Debütsaison nicht mehr bei Cheltenham zum Zuge.
2016/17 ging es für ihn in der National League bei Solihull Moors weiter. Hier kam er fast immer zum Einsatz. Zur Folgesaison wechselte er noch einmal in die League Two zu Mansfield Town. Hier stand er jedoch nicht mehr allzu regelmäßig auf dem Platz und wurde bis Saisonende zurück zu Solihull Moors verliehen. Nach einer Rückkehr zu Mansfield änderte sich seine Einsatzzeit jedoch nicht. Ende Januar 2019 wurde er an Brackley Town verliehen. Später ging es bis zum Vertragsende (September 2020) zurück zu Mansfield. Seitdem spielt er bei den Kidderminster Harriers.

### Nationalmannschaft
Er hatte seinen ersten Einsatz für die Nationalmannschaft von St. Kitts und Nevis am 4. Juni 2017 während eines Freundschaftsspiels gegen Armenien. Bei der 0:25-Niederlage stand er in der Startelf und wurde in der 59. Minute für Kimaree Rogers ausgewechselt. Seitdem kommt er gelegentlich zum Einsatz.